# 平讷贝格县
平讷贝格县（Kreis Pinneberg）是德国石勒苏益格-荷尔斯泰因州面积最小但人口密度最高的一个县，属于汉堡都会区，首府平讷贝格。